# Benediktinerkloster Waegwan

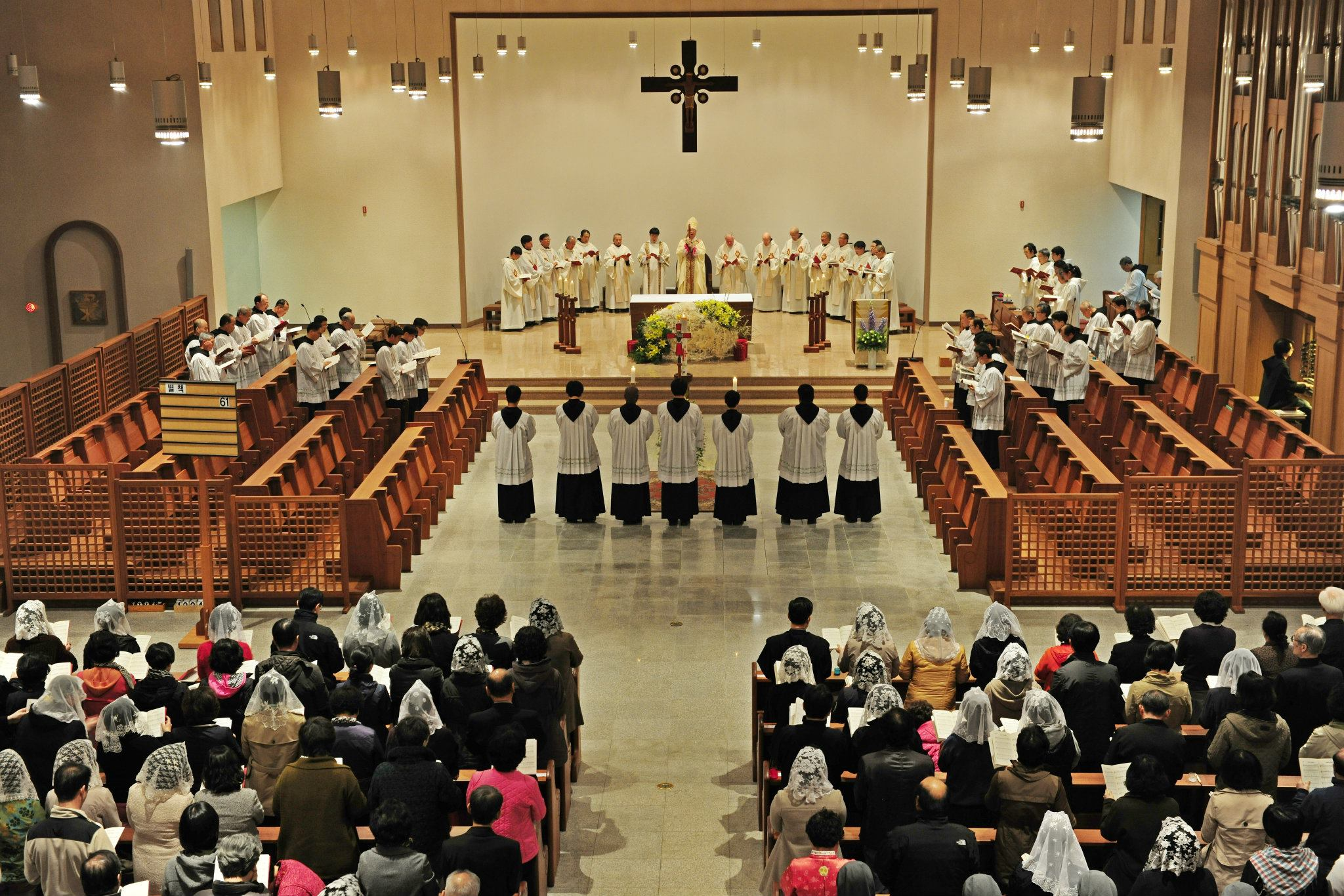
Kirche des Benediktinerklosters Waegwan (2008)

Das Benediktinerkloster St. Maurus und Placidus Waegwan ist eine Benediktinerabtei in Waegwan in der Provinz (Do) Gyeongsangbuk-do in Südkorea. Das Kloster gehört zur Benediktinerkongregation von St. Ottilien.

## Geschichte
Das Kloster wurde ursprünglich durch Benediktiner in Seoul gegründet. Am 17. November 1927 siedelte der Konvent nach Tokwon in Nordkorea um. Mit der kommunistischen Machtübernahme im Mai 1949 erfolgte die Schließung. Viele Ordensangehörige wurden getötet; andere wie die Schwestern der Missions-Benediktinerinnen von Tutzing wurden im Konzentrationslager und Gefängnis in Pyeongyang interniert, wo viele verstarben.
1952 konnte der Schweizer Missionsbenediktiner Timotheus Bitterli in Waegwan-ri ein Grundstück kaufen und mit Überlebenden aus dem Konvent in Tokwon bis 1955 einen Klosterbau fertigstellen. Am 9. Januar 1956 erfolgte eine Anerkennung des Klosters als Priorat mit dem Recht zur Einrichtung eines Noviziat durch den Heiligen Stuhl. 1964 erfolgte die Erhebung zu einer Abtei. Pater Odo Haas wurde am 28. April 1964 zum ersten Abt gewählt.
Das Kloster Waegwan ist das größte Kloster der Benediktinerkongregation von St. Ottilien und ist mit über 140 Angehörigen die größte Benediktinergemeinschaft in Asien. Neben dem Haupthaus wurden verschiedene abhängige Priorate eingerichtet. 2007 vernichtete ein Brand das Kloster teilweise, ein Neuaufbau folgte.

### Orgel
Die heutige Orgel der Klosterkirche wurde 2010 von der Orgelfirma Thomas Jann Orgelbau gebaut. Das Instrument mit 41 Registern – auf drei Manuale und Pedal verteilt – hat folgende Disposition:
| I Hauptwerk C–c4 |     |
| Principal        | 16′ |
| Principal        | 8′  |
| Hohlflöte        | 8′  |
| Viola di Gamba   | 8′  |
| Octave           | 4′  |
| Rohrflöte        | 4′  |
| Cornett V        | 8′  |
| Octave           | 2′  |
| Mixtur IV        | 2′  |
| Trompete         | 8′  |

| II Positiv C–c4 |        |
| Principal       | 8′     |
| Holzgedeckt     | 8′     |
| Octave          | 4′     |
| Holzflöte       | 4′     |
| Quinte          | 2 ⁄3′  |
| Doublette       | 2′     |
| Terz            | 1 3⁄5′ |
| Larigot         | 1 ⁄3′  |
| Scharff IV      | 1′     |
| Cromorne        | 8′     |
| Tremulant       |        |

| III Schwellwerk C–c4 |       |
| Bourdon              | 16′   |
| Portunalflöte        | 8′    |
| Salicional           | 8′    |
| Vox coelestis        | 8′    |
| Fugara               | 4′    |
| Traversflöte         | 4′    |
| Piccolo              | 2′    |
| Harm. aetharia III   | 2 ⁄3′ |
| Trompette harm.      | 8′    |
| Oboe                 | 8′    |
| Röhrenglocken        | 4′    |

| Pedal C–g1    |     |
| Untersatz     | 32′ |
| Principalbass | 16′ |
| Violon        | 16′ |
| Subbaß        | 16′ |
| Oktavbaß      | 8′  |
| Gedecktbaß    | 8′  |
| Choralbaß     | 4′  |
| Posaune       | 16′ |
| Trompete      | 8′  |

- Koppeln mechanisch:  II/I I/P II/P III/P
- Koppeln elektrisch: III/I III/II Sub II/I Super III/I Sub III Super III Super III/P P/I

1. ↑  g–1‘g‘= 25 Töne
2. ↑  Quintschaltung, ab c0mit Subbaß 16′
3. ↑  C-H-Transmission mit Principal 16′ aus HW

## Äbte
- Odo Haas,[3] 1964–1971
- Placidus Ri, 1971–1985
- Martin Ri, 1985–1995
  - Bosco Kim, als Prior-Administrator, 1995–2001
- Simon Ri, 2001–2013
- Blasio Park, seit 2013